# Frinco
Frinco (piemontiul: Frinch) település Olaszországban, Piemont régióban, Asti megyében. Lakosainak száma 739 fő (2023. január 1.). Frinco Castell’Alfero, Corsione, Tonco és Villa San Secondo községekkel határos.

## Népesség
A település lakossága az elmúlt években az alábbi módon változott:
| Lakosok száma | 775  | 757  | 739  |
|               | 2017 | 2018 | 2023 |